# Симпсон, Стерджилл
Стерджилл Симпсон (англ. Sturgill Simpson род. 8 июня 1978, Джэксон, Кентукки) — американский кантри-рок-музыкант, автор.
Лауреат нескольких наград, включая три премии Americana Music Awards и номинацию на Премию «Грэмми» за лучший американа-альбом (за диск Metamodern Sounds in Country Music).

## Биография
См. также «Sturgill Simpson Early life» в английском разделе.
Родился 8 июля 1978 года в городе Jackson, округ Бритит, штат Кентукки (США). Его отец служил в полиции в отделе по борьбе с наркотиками, члены семьи матери работали на шахте. Три года отслужил на военном флоте США United States Navy, жил в Японии, в штате Вашингтоне и затем вернулся обратно в родной штат Кентукки, в город Лексингтон.
Его альбом Metamodern Sounds in Country Music был назван журналом Rolling Stone одним из лучших в 2014 году (№ 18 в «50 Best Albums of 2014»), а также включён в список NPR’s 50 Favorite Albums of 2014.

## Дискография
См. также «Sturgill Simpson Discography» в английском разделе.
- High Top Mountain (2013)
- Metamodern Sounds in Country Music (2014)
- A Sailor's Guide to Earth (2016)
- Sound & Fury (2019)
- The Ballad of Dood and Juanita (2021)
- Passage Du Desir (2024)

## Награды и номинации
| Год  | Ассоциация             | Категория                                                    | Результат |
| ---- | ---------------------- | ------------------------------------------------------------ | --------- |
| 2014 | Americana Music Awards | Emerging Artist of the Year                                  | Победа    |
| 2015 | Americana Music Awards | Artist of the Year                                           | Победа    |
| 2015 | Americana Music Awards | Song of the Year («Turtles All the Way Down»)                | Победа    |
| 2015 | Grammy Awards          | Best Americana Album                                         | Номинация |
| 2017 | Grammy Awards          | Лучший альбом года                                           | Номинация |
| 2017 | Grammy Awards          | Лучший кантри-альбом                                         | Победа    |
| 2017 | UK Americana Awards    | International Song of the Year — Welcome To Earth (Pollywog) | Номинация |
| 2017 | UK Americana Awards    | International Artist of the Year                             | Победа    |
| 2017 | UK Americana Awards    | International Album of the Year                              | Номинация |
| 2017 | Americana Music Awards | Album of the Year (A Sailor’s Guide to Earth)                | Победа    |
| 2017 | Americana Music Awards | Artist of the Year                                           | Номинация |
| 2017 | Americana Music Awards | Song of the Year («All Around You»)                          | Номинация |